# Die Odyssee
Die Odyssee (französischer Originaltitel: L’Odyssée d’Astérix) ist der 26. Band der Asterix-Reihe. Er erschien 1981 in der Originalsprache und 1982 auf Deutsch. Der Comic wurde von Albert Uderzo sowohl getextet als auch gezeichnet.

## Handlung
Die Geschichte beginnt mit einem synchronisierten Gespräch zweier Wildschweine, von denen eines meint, es habe Angst, im Magen von Obelix zu landen, wie schon seine Familie zuvor, während sich das andere darüber lustig macht. Kurze Zeit später treffen sie auf ihn und seinen Freund Asterix und fliehen. Sie werden von beiden gejagt, bis sie auf eine Schar Römer treffen und sich retten können, während die beiden Gallier die Römer verprügeln.
Als Caesar davon erfährt, wird er wütend und heckt mit dem Chef der Geheimpolizei Cajus Musencus einen neuen Plan aus, ganz Gallien zu erobern. Sie müssen das Geheimrezept von Miraculix’ Zaubertrank herausbekommen, welches nur von Druide zu Druide weitergegeben wird. Daher hat er die Idee, seinen besten Agenten Nullnullsix als Druidenspion zur Erlangung des Rezeptes in das Dorf der unbeugsamen Gallier zu schicken. Caesar erfährt durch den in seinen Gemächern als vermeintliche Statue verborgenen Nullnullsix von der Qualität des Spions und schickt ihn los, nachdem dieser durch einen Knopf am Sockel diesen in einen Wagen verwandelt und Musencus ihm eine dressierte Fliege zur Nachrichtenübermittlung übergeben hat.
Im Dorf sind unterdessen die Gallier beunruhigt wegen der schlechten Stimmung des Druiden Miraculix und beauftragen Asterix, den Grund herauszufinden. Miraculix geht zum Strand, wartet dort bis tief in die Nacht und murmelt dabei nur, dass es, wenn er nicht bald komme, schlimm, fürchterlich, schauderhaft und katastrophal werde. Asterix gibt die Nachricht sofort an den Häuptling Majestix weiter.
Am nächsten Tag verbreitet sich schnell die Nachricht, dass der phönizische Händler Epidemais am Strand mit seinen Waren angekommen sei. Als Miraculix diese Nachricht hört, geht er gut gelaunt zum Strand und begrüßt den Händler herzlich. Die Dorfbewohner folgen dem Druiden und bekommen mit, dass Epidemais die Bestellung des Druiden vergessen hat: Steinöl. Er wird zuerst wütend, danach allerdings bekommt er einen Herzanfall. Daher werden Asterix und Obelix von Majestix beauftragt, einen Druiden aufzuspüren, der Miraculix heilen kann. Sie treffen auf den als Druiden verkleideten Spion Nullnullsix auf seinem Wagen, der sie, um Hilfe gebeten, sofort ins Dorf begleitet.
Der falsche Druide heilt Miraculix mit schottischem Schnaps und dieser bekennt, dass es ohne Steinöl keinen Zaubertrank mehr gebe. Daher beschließen Asterix und Obelix, mit Epidemais nach Mesopotamien zu reisen, wo man das Öl findet. Vor der Abreise fragt der Agent Miraculix, ob dieser ihm nicht das Rezept des Zaubertrankes geben könne. Der Gallier wird misstrauisch und sie handeln aus, dass er ihm, wenn Asterix und Obelix das Steinöl nicht beschaffen können, das Rezept verrät. Nullnullsix beschließt, Asterix und Obelix vom Fund abzuhalten und deswegen mit ihnen zu reisen. Miraculix erzählt Asterix von seinem Verdacht, dass der Druide nicht der sei, der er zu sein vorgibt.
Nach der Abfahrt berichtet Nullnullsix Musencus von seiner Abmachung mit den Galliern und ihrem Ziel. Caesar schickt seine Galeeren, die vergeblich versuchen, sie aufzuhalten, und lässt die Häfen der Levante blockieren. Epidemais kann mit seinem Schiff keinen Hafen anlaufen und die Nahrung an Bord wird knapp. Am nächsten Tag lässt Epidemais Asterix, Obelix und Nullnullsix an einen verlassenen Strand an der Küste von Judäa rudern. Bald darauf treffen sie auf den einheimischen Juden Josua Steimazel. Er hilft ihnen, da die Juden auch Feinde der Römer sind. Jerusalems Stadttore werden von den Römern stark bewacht, deshalb warten die beiden die Nacht in einem Stall in Bethlehem ab.
Als sie über die Stadtmauer klettern, lässt sich Nullnullsix fallen und alarmiert mit einem Schmerzensschrei eine römische Patrouille. Diese und der Druidenspion werden von Obelix verprügelt. Nun ohne Nullnullsix wollen sie das Steinöl bei Samson Himmelschorus kaufen. Es gibt allerdings keines, da die Römer alle Vorräte verbrannt haben. Aus diesem Grund brechen Asterix und Obelix am nächsten Tag mit dem Gehilfen des Händlers Saul Nizahle als Einheimische verkleidet in die Wüste auf, um dort das Steinöl zu finden.
Währenddessen teilt Nullnullsix dem Prokurator von Judäa mit, dass Asterix und Obelix entkommen sind und er Strände und Häfen bewachen lassen soll, da die beiden Gallier sich irgendwann wieder einschiffen müssten, um zurück nach Gallien zu kommen. Inzwischen sind Asterix, Obelix und Saul am Rand der Wüste angekommen, als sie einen See entdecken, in den Obelix sofort hineinspringen will. Sein Körper versinkt jedoch nicht, er badet im Toten Meer. Daraufhin verlässt sie Saul mit dem Hinweis, dass sie nach Mesopotamien einfach der aufgehenden Sonne (Osten) folgen müssen.
Nach ein paar Tagen werden sie von Sumerern mit Pfeilen beschossen, die sie für Akkadier, ihre Feinde, halten, kurz darauf von den Akkadiern, die sie für Hethiter halten, danach von den Hethitern, die sie für Assyrer halten, dann von den Assyrern, die sie für Meder halten und letztlich treffen sie auf Meder, die sich einfach nur in der Wüste verirrt haben. Auf der Weiterreise erschnüffelt Idefix Steinöl. Als er danach gräbt, schießt Steinöl aus der Erde. Die Helden füllen einen Schlauch und reisen zurück nach Tyrus. Dort gehen sie, wieder als Gallier bekleidet, zum Laden von Epidemais und fragen ihn, ob er sie zurück nach Gallien bringen könne. Er antwortet allerdings, die Römer hätten sein Schiff versenkt. Für die Heimfahrt entern sie eine römische Galeere, die sich im Hafen befindet.
An Bord befinden sich Musencus und Nullnullsix, die von Asterix überwältigt werden. In der Nacht schickt der Agent per Fliege eine Nachricht an Caesar, dass er nun ganz Gallien erobern könne, da die Gallier keinen Zaubertrank mehr hätten. Kurz vor der Rückkehr will Nullnullsix den Schlauch mit Steinöl ins Meer werfen. Durch ein Missgeschick von Obelix platzt der Schlauch und das Öl spritzt ins Meer. Die Bretagne hat ihre erste Ölpest. Als Asterix und Obelix landen, sehen sie erstaunt, wie die Gallier die Römer verprügeln, die auf Caesars Befehl hin das Dorf angegriffen haben. Miraculix hat das Steinöl durch Roterübensaft ersetzen können, was sogar den Geschmack des Tranks verbessert hat. Als Asterix dies hört, bekommt er einen Herzanfall, doch Miraculix heilt ihn mit Hilfe des Trankes. Majestix erzählt Asterix, dass sich der Wagen von Nullnullsix plötzlich in einen Koffer verwandelt habe und er darin drei Tage gefangen gewesen sei. So kommt Asterix auf die Idee, die Agenten gefesselt und geknebelt als Geschenk zu Caesar zu schicken. In derselben Nacht feiern die Gallier wie üblich die Rückkehr ihrer Helden, während Caesar, die beiden Agenten nach ihrer Ankunft für ihr Versagen bestraft.

## Veröffentlichung
Die Erstauflage des Albums L’Odyssée d’Astérix erfolgte 1981 im Verlag Albert René als 26. Band der Reihe. Die deutsche Erstauflage des Buches fand bei Ehapa Verlag nach Informationen des Comicmagazins Sprechblase am 12. Januar 1982 statt. Mit der Neuauflage 2002 hat dieser Band ein neues Titelbild erhalten. 1996 erschien im gleichen Verlag unter dem Titel De Törn för nix eine plattdeutsche Mundart-Version.